# بروکلاین (ماساچوست)
با بروکلین اشتباه نشود
بروکلاین(به انگلیسی: Brookline) شهرکی در شهرستان نورفولک ایالت ماساچوست می‌باشد که در سال ۱۷۰۵ بنیان‌گذاری شده‌است. این شهرک در سرشماری سال ۲۰۱۰ میلادی، ۵۸٬۷۳۲ نفر جمعیت داشته‌است.